# 覆勘
覆勘（ふっかん/ふくかん）とは、本来は下級官司から出された決定内容の申請に対して上級官司が再審査を行ってその判断の正しさを保証することを指したが、鎌倉幕府においてはもっぱら訴訟の再審手続の1つを指した。

## 概要
鎌倉幕府における覆勘は元は越訴が停止された永仁5年（1297年）前後に越訴の代替制度として整備されたとみられているが、翌年に越訴が復活するとその前提手続として位置づけられるようになった。『沙汰未練書』によれば引付において判決が下された後、その内容に異議がある訴訟当事者が引付頭人に対して覆勘を申し立て、それが認められれば判決を下した引付において再審査が命じられ、反対に却下された場合には越訴の手続に入ることが認められた。